# Leone Jacovacci
Leone Jacovacci (Sanza Pombo, 19 aprile 1902 – Milano, 16 novembre 1983) è stato un pugile italiano, campione italiano ed europeo dei pesi medi nel 1928.

## Biografia
Nacque a Sanza Pombo, attualmente in Angola, ma allora facente parte del Regno del Congo. Suo padre era un ingegnere italiano dipendente di una società belga e la madre era una principessa congolese di etnia Babuendi Zibu Mabeta. In tenera età fu portato a Roma dal padre, sottraendolo per sempre alla madre, venendo cresciuto dai nonni nel viterbese.
A sedici anni, per sfuggire ai pregiudizi razziali, Jacovacci si imbarcò a Taranto come mozzo e si diresse in Inghilterra. A Londra adottò il nome di John Douglas Walker e si arruolò nel 53º battaglione del Bedfordshire Regiment dell'esercito inglese. Esordì nel pugilato professionista a Londra nel 1919 con lo pseudonimo di Jack Walker, in omaggio al fuoriclasse statunitense Jack Dempsey. 
Nel 1921, dopo una sconfitta con Roland Todd, Jacovacci si trasferì a Parigi e combatté 21 volte in Francia, con 14 vittorie e un pari. Sulla scorta di questi successi, nel 1922 tornò in Italia per affrontare il campione italiano dei pesi medi, Bruno Frattini, al Teatro Carcano di Milano, senza titolo in palio. Sconfitto ai punti nonostante la netta superiorità mostrata sul ring, tornò in Francia e combatté altri 46 match, di cui due in Svizzera e tre in Argentina. 
Nel 1925 decise di stabilirsi in Italia e di farsi riconoscere la cittadinanza. Nel frattempo non disdegnò di combattere ancora all'estero. Il 28 ottobre 1926, a Nancy, batté il futuro campione del mondo dei medi Marcel Thil. Il gennaio 1927, a Parigi, combatté un'esibizione in quattro riprese con il mitico Georges Carpentier, ex campione mondiale dei mediomassimi. 
L'iter del riconoscimento fu lungo, ostacolato dal Partito Nazionale Fascista, ma infine, il 16 ottobre 1927, poté sfidare il campione nazionale in carica, Mario Bosisio, ritornando al suo nome di battesimo. Vinse ai punti ma poi il verdetto venne commutato in pari, consentendo a Bosisio di mantenere il titolo. 
Il 28 ottobre 1927, a Roma, costrinse Marcel Thil all'abbandono alla decima ripresa. Il 24 giugno 1928, in uno stracolmo Stadio Nazionale, sfidò nuovamente Bosisio che aveva messo in palio anche il titolo europeo dei pesi medi di cui era venuto in possesso due mesi prima. Jacovacci vinse ai punti in 15 riprese, riuscendo a conquistare entrambe le cinture. 
Da quel momento subì l'ostracismo del regime. Difese vittoriosamente il titolo europeo battendo ai punti, a Milano, il tedesco Hein Domgorgen. Perse ai punti la cintura continentale a Parigi da Marcel Thil il 27 marzo 1929. Riuscì a mantenere il titolo italiano grazie a tre verdetti consecutivi di parità. Poi, il 7 agosto 1930 fu costretto a riconsegnarlo nei guantoni di Mario Bosisio, per verdetto ai punti. 
Continuò a combattere sino al luglio 1935, poi il declino fisico e il conseguente ritiro dal pugilato ne determinò il passaggio al catch. Infine abbandonò completamente l'attività sportiva. 
Morì nel 1983 a Milano, dove aveva trovato lavoro come portiere di un condominio.